# O Pintor de Girassóis
O Pintor de Girassois (francês: Le Peintre de Tournesols) é um retrato de Vincent van Gogh pintado por Paul Gauguin em dezembro de 1888.
O retrato foi pintado quando Gauguin visitou Van Gogh em Arles, França. Vincent pedia insistentemente para que o amigo fosse ao seu encontro para que iniciassem uma colônia de artistas. Gauguin aceitou a proposta depois que o irmão de Van Gogh, Theo, dispôs-se a pagar seu transporte e demais despesas. Contudo, Gauguin permaneceu em Arles por apenas dois meses, pois os dois pintores brigavam bastante, tendo o incidente em que Vincent mutilou sua orelha esquerda ocorrido depois de uma discussão entre eles.
A impressão que Van Gogh teve da pintura do colega foi a de que havia sido retratado como um louco.